# Кастельнуово-дель-Гарда

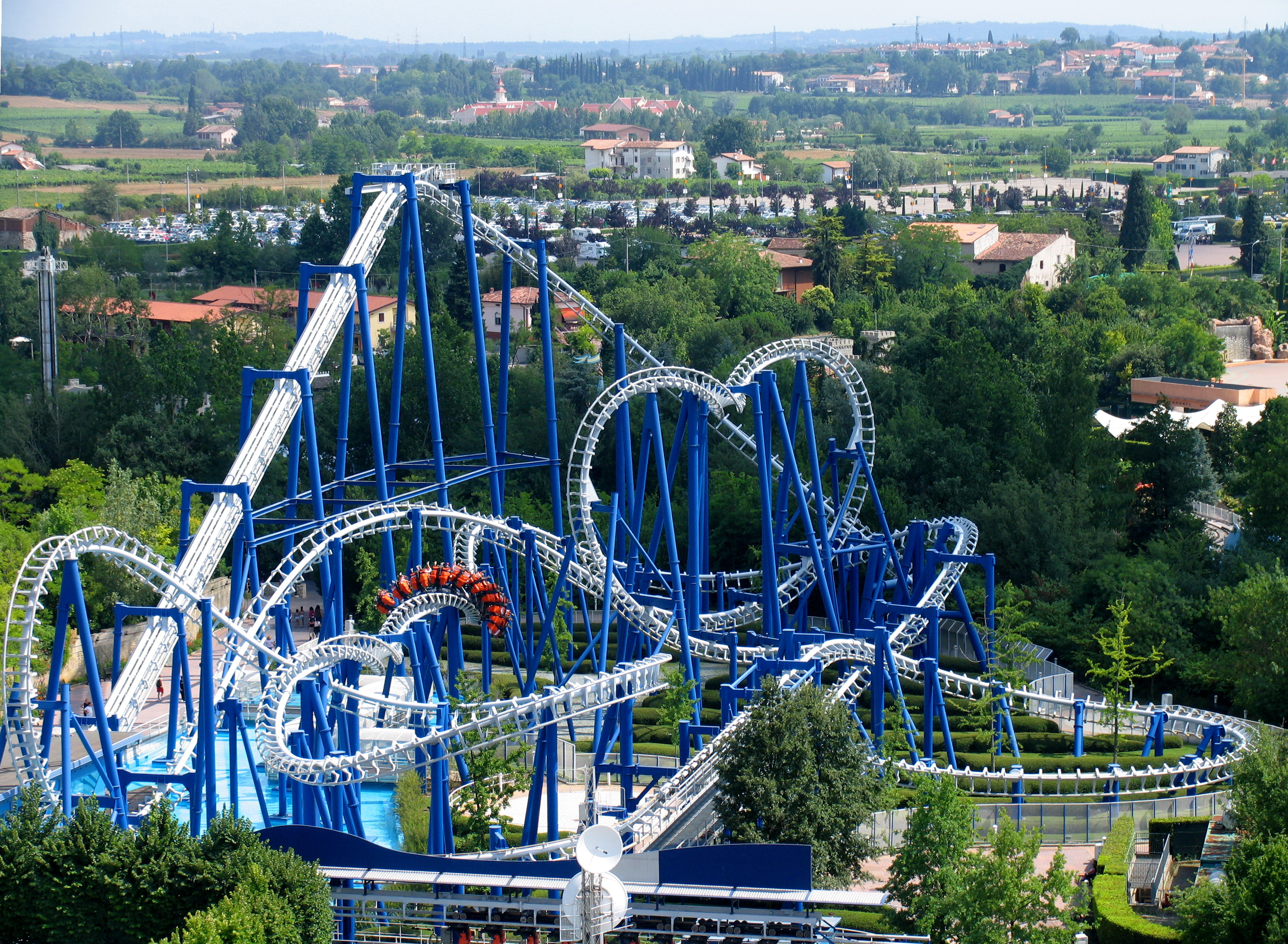
Атракціон BlueTornado у Гардаленді

Кастельнуово-дель-Гарда, Кастельнуово-дель-Ґарда (італ. Castelnuovo del Garda, вен. Castelnovo del Garda) — муніципалітет в Італії, у регіоні Венето, провінція Верона.
Кастельнуово-дель-Гарда розташоване на відстані близько 420 км на північ від Рима, 125 км на захід від Венеції, 18 км на захід від Верони.
Населення — 13 018 осіб (2014).
Щорічний фестиваль відбувається 8 вересня. 
На східному березі озера Гарда у комуні розташований третій за популярністю розважальний парк в Європі Гардаленд, відкритий у 1975 році (2007 року цей парк атракціонів відвідало 3,4 млн осіб).

## Демографія
Населення за роками:

Станом на 1 січня 2023 року в муніципалітеті офіційно проживали 1263 іноземці з 58 країн, серед них 536 громадян країн Євросоюзу та 19 громадян України.

## Сусідні муніципалітети
- Буссоленго
- Лацизе
- Песк'єра-дель-Гарда
- Сірміоне
- Сона
- Валеджо-суль-Мінчіо